# Flokan
Flokan är en sjö i Borlänge kommun i Dalarna och ingår i Dalälvens huvudavrinningsområde. Sjön har en area på 0,0994 kvadratkilometer och ligger 222,1 meter över havet. Sjön avvattnas av vattendraget Tunaån (Flokån).

## Delavrinningsområde
Flokan ingår i det delavrinningsområde (668824-146984) som SMHI kallar för Utloppet av Flokan. Medelhöjden är 250 meter över havet och ytan är 1,93 kvadratkilometer. Räknas de 19 avrinningsområdena uppströms in blir den ackumulerade arean 115,93 kvadratkilometer. Tunaån (Flokån) som avvattnar avrinningsområdet har biflödesordning 2, vilket innebär att vattnet flödar genom totalt 2 vattendrag innan det når havet efter 245 kilometer. Avrinningsområdet består mestadels av skog (92 procent). Avrinningsområdet har 0,1 kvadratkilometer vattenytor vilket ger det en sjöprocent på 5,4 procent.